# Дубровский (Шолоховский район)
Дубро́вский — хутор в Шолоховском районе Ростовской области России.
Административный центр Дубровского сельского поселения.

## География
Расстояние до районного центра с учётом доступа транспортом — 14 км.

## Население
| 2010 |
| ---- |
| 735  |

## Улицы
| - пер. Бодовскова, - пер. Большой Озерный, - пер. Грибной, - пер. Малый Озерный, - пер. Озерный, | - пер. Северный, - пер. Степной, - пер. Торговый, - пер. Школьный, - ул. Кольцевая, | - ул. Ольховая, - ул. Солнечная, - ул. Сосновая, - ул. Цветочная, - ул. Центральная. |